# Рашид, Фуад
Фуа́д Раши́д (фр. Fouad Rachid; 15 ноября 1991, Майотта, Франция) — коморский футболист, полузащитник клуба «Эгенайм» и сборной Комор.

## Клубная карьера
Рашид — воспитанник «Нанси». С 2009 года начал выступать за резервную команду.
12 марта 2011 года провёл дебютный матч в Лиге 1, выйдя на замену на 64 минуте в матче с «Каном». 20 марта 2011 в игре против «Монако» также вышел на замену в конце матча.
Следующий матч за основной состав провёл уже в сезоне 2011/12. В зимнее трансферное окно был отдан в аренду в «Эпиналь», клуб Лиги 3. Находясь в аренде, принял участие в 11 матчах.
В сезоне 2012/13, по итогам которого «Нанси» покинул Лигу 1, Рашид принял участие в 2 заключительных матчах первенства.

## Карьера в сборной
Фуад играл в 2011 году за сборную Комор в отборочных матчах Чемпионата мира 2014 против Мозамбика. Принял участие в Кубке КОСАФА 2018, где коморцы заняли последнее место в группе.